# Ernst Gehrcke
Ernst Johann Gehrcke (* 1. Juli 1878 in Berlin; † 25. Januar 1960 in Hohen Neuendorf) war ein deutscher Physiker. Gehrcke zählte neben Paul Weyland, Philipp Lenard und Johannes Stark zu den bekanntesten Antirelativisten, Physikern und Chemikern, die die Relativitätstheorie ablehnten.

## Leben
Gehrcke war von 1901 bis 1946 Mitarbeiter der Physikalisch-Technischen Reichsanstalt in Berlin. Er bekleidete dort Positionen als Assistent, „technischer Hilfsarbeiter“ (vergleichbar einem heutigen wissenschaftlichen Mitarbeiter), Leiter des Laboratoriums, Abteilungsleiter und Direktor der optischen Abteilung. Parallel dazu betrieb er seine Universitätskarriere: 1904 Habilitation und Tätigkeit als Privatdozent. Dann folgte 1921 die Ernennung zum außerordentlichen Professor.
Gehrcke hat zahlreiche Werke veröffentlicht, u. a. die Theorie der Atomkerne, Massensuggestion der Relativitätstheorie, Handbuch der physikalischen Optik und Physik und Erkenntnistheorie. Nach dem Zweiten Weltkrieg war er an der Universität Jena tätig, ab 1949 dann in West-Berlin. Ab 1950 arbeitete er im Deutschen Amt für Maß und Gewicht der DDR in Berlin, zuletzt als freier wissenschaftlicher Mitarbeiter.
Gehrcke legte auch eine große Zeitungsausschnittsammlung zu Albert Einstein an. Auf der Grundlage der Materialien dieser Sammlung schrieb er sein Werk „Massensuggestion der Relativitätstheorie“.
Er starb 1960 in Hohen Neuendorf.

## Schriften
- Handbuch der physikalischen Optik. Barth, Leipzig (1927–1928).
- Kritik der Relativitätstheorie: Gesammelte Schriften über absolute und relative Bewegung. Meusser, Berlin 1924.
- Die Massensuggestion der Relativitätstheorie: Kulturhistorisch-psychologische Dokumente. Meuser, Berlin 1924.
- Glimmentladung – Die positive Säule (= Handbuch der Radiologie. Band 3). Akademische Verlagsgesellschaft, Leipzig 1916.
- Die Strahlen der positiven Elektrizität. Hirzel, Leipzig 1909.
- Die Anwendung der Interferenzen in der Spektroskopie und Metrologie. Vieweg, Braunschweig 1906.